# Vicenta Gutiérrez Vergara
Vicenta Gutiérrez Vergara (Bogotà, 27 d'abril de 1815 - 16 de gener de 1861) va ser una filantropa colombiana.
Va néixer el 27 d'abril de 1815. Juntament amb altres dones, com Francisca Pineda, Ana Josefa Quijano, Virginia García, Juana Lago, entre d'altres, va ser fundadora de la societat anomenada Germanes de la Caritat de Bogotà el 1857, sota el patronatge de Sant Vicenç de Paül i el suport de la Societat de Beneficència.
Hom afirma que en va ser directora i que amb la societat es va fer càrrec de l'hospital de beneficència de San Juan de Dios, on ella es va instal·lar per viure, deixant les comoditats de casa seva, situada al carrer Real. Tanmateix, segons Ana Luisa Velandia, la seva directora i la que es va fer càrrec de l'administració de l'hospital va ser Vicenta Yanguas de Galvis. En tot cas, Gutiérrez va morir el 16 de gener de 1861, víctima del tifus que va contraure a l'hospital.